# Ricky Martin (musikalbum 1991)
Ricky Martin är det självbetitlade debutalbumet från den puertoricanska sångaren Ricky Martin. Det gavs ut den 26 november 1991 och innehåller 11 låtar.

## Låtlista
| Nr  | Titel               | Längd |
| --- | ------------------- | ----- |
| 1.  | Fuego Contra Fuego  | 4:16  |
| 2.  | Dime Que Me Quieres | 3:18  |
| 3.  | Vuelo               | 3:53  |
| 4.  | Conmigo Nadie Puede | 3:20  |
| 5.  | Te Voy a Conquistar | 4:19  |
| 6.  | Juego de Ajedrez    | 2:46  |
| 7.  | Corazón Entre Nubes | 3:44  |
| 8.  | Ser Feliz           | 4:43  |
| 9.  | El Amor de Mi Vida  | 5:03  |
| 10. | Susana              | 4:59  |
| 11. | Popotitos           | 3:20  |